# Лейхтенбергский, Николай Николаевич
Его Светлость герцог Никола́й Никола́евич Лейхтенбергский (17 октября 1868, Женева  — 2 марта 1928, Франция) — генерал-майор, герой Первой мировой войны, активный участник Белого движения. Брат Г. Н. Лейхтенбергского.

## Биография
Православный. Сын князя Николая Максимилиановича Романовского, 4-го герцога Лейхтенбергского и Надежды Сергеевны Акинфовой, урожденной Анненковой. 11 ноября 1890 года получил право пользоваться титулом герцога Лейхтенбергского.
Окончив домашнее образование, 22 января 1891 года поступил вольноопределяющимся в лейб-гвардии Преображенский полк. В следующем году выдержал офицерский экзамен по 1-му разряду при Павловском военном училище и был произведен подпоручиком того же полка.
Чины: поручик (1896), штабс-капитан (1900), капитан (1904), полковник (1912), генерал-майор (1917). Флигель-адъютант (1912),

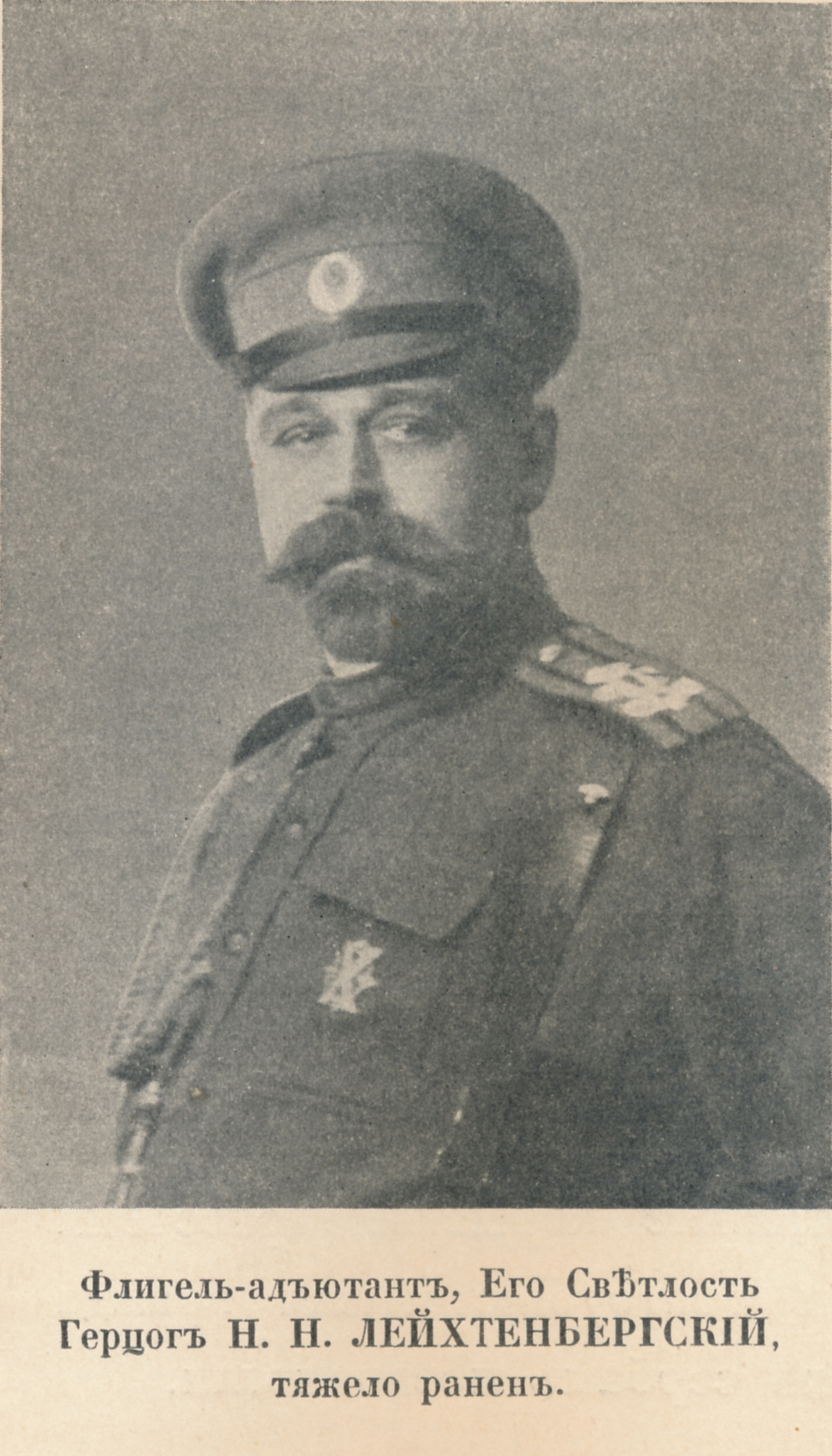
Н. Н. Лейхтенбергский, 1915 год.

Более шести лет командовал ротой Преображенского полка, в том числе ротой Его Величества, а затем — 4-м и 1-м батальонами этого полка. В 1912 году был произведен в полковники и назначен флигель-адъютантом. В Первую мировую войну вступил с Преображенским полком. 12 июня 1915 года назначен командиром 12-го Туркестанского стрелкового полка. Пожалован Георгиевским оружием
За то, что в бою 2 августа 1915 года у д. Мень, подвергая свою жизнь опасности, лично привел в порядок пришедший в замешательство полк той же бригады, занимавший окопы впереди расположения 12-го Туркестанского стрелкового полка, и, подкрепив отступающих ротами своего полка, восстановил утраченное было положение и тем предотвратил прорыв расположения бригады.
Удостоен ордена Св. Георгия 4-й степени
За то, что в бою 4 сентября 1915 года у д. Микелевщизна, когда противник, после ураганного артиллерийского огня, ворвался в окопы соседнего полка, выйдя во фланг и в тыл 12-му полку, флигель-адъютант, полковник герцог Лейхтенбергский, собрав части своих рот и присоединив роту 8-го Туркестанского стрелкового генерал-адъютанта фон-Кауфмана полка, лично, сидя верхом на коне и воодушевляя стрелков своим примером, повел их в атаку на противника, входившего уже в д. Микелевщизна, отбросил его и заставил прекратить наступление, чем предотвратил прорыв нашей позиции; во время этой атаки был тяжело ранен.

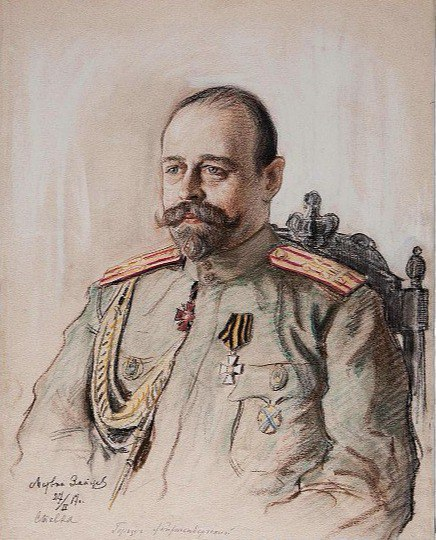
Портрет 1917 г.

В 1916 году был отчислен от должности за болезнью, с зачислением по гвардейской пехоте. 22 марта 1917 года произведен в генерал-майоры.
После Октябрьской революции — активный участник Белого движения, один из лидеров киевских монархистов. С 5 июля 1918 года был чрезвычайным и полномочным послом атамана Краснова в Берлине — возглавлял миссию к кайзеру Вильгельму II, где получил согласие последнего на снабжение Всевеликого Войска Донского оружием, необходимым для борьбы казаков с большевиками.
С 1920 года в эмиграции во Франции. Жил в своем родовом имении Рут в департаменте Воклюз. Участвовал в создании Донского хора имени Платова и некоторое время им управлял. Умер в 1928 году. Похоронен на родовом кладбище в баварской деревне Энддорф.

## Семья
С 24 апреля 1894 года был женат на графине Марии Николаевне Граббе (1869—1948). Дети от этого брака (герцоги и герцогини Лейхтенбергские):
- Александра (1895—1969), в 1916 вышла замуж за князя Левана Меликова (1893—1928), разведена, в 1922 вышла замуж за Николая Ивановича Терещенко (1894—1928).
- Николай[фр.] (1896—1937).
- Надежда (1898—1962), в 1929 вышла замуж за Александра Могилевского (1885—1963).
- Максимилиан (1900—1905).
- Сергей (1903—1966), в 1925 женился на Анне Александровне Наумовой (1900—1993), 4 детей в этом браке, разведён в 1938. В 1939 женился на Кире Николаевне Волковой (род. в 1915), разведён в 1942. В 1945 женился на Ольге Сергеевне Викберг (род. в 1926), двое детей в этом браке.
- Михаил (1905—1928)
- Мария (1907—1992), с 1929 — жена графа Николая Менгден-Альтенвога (1899—1973)

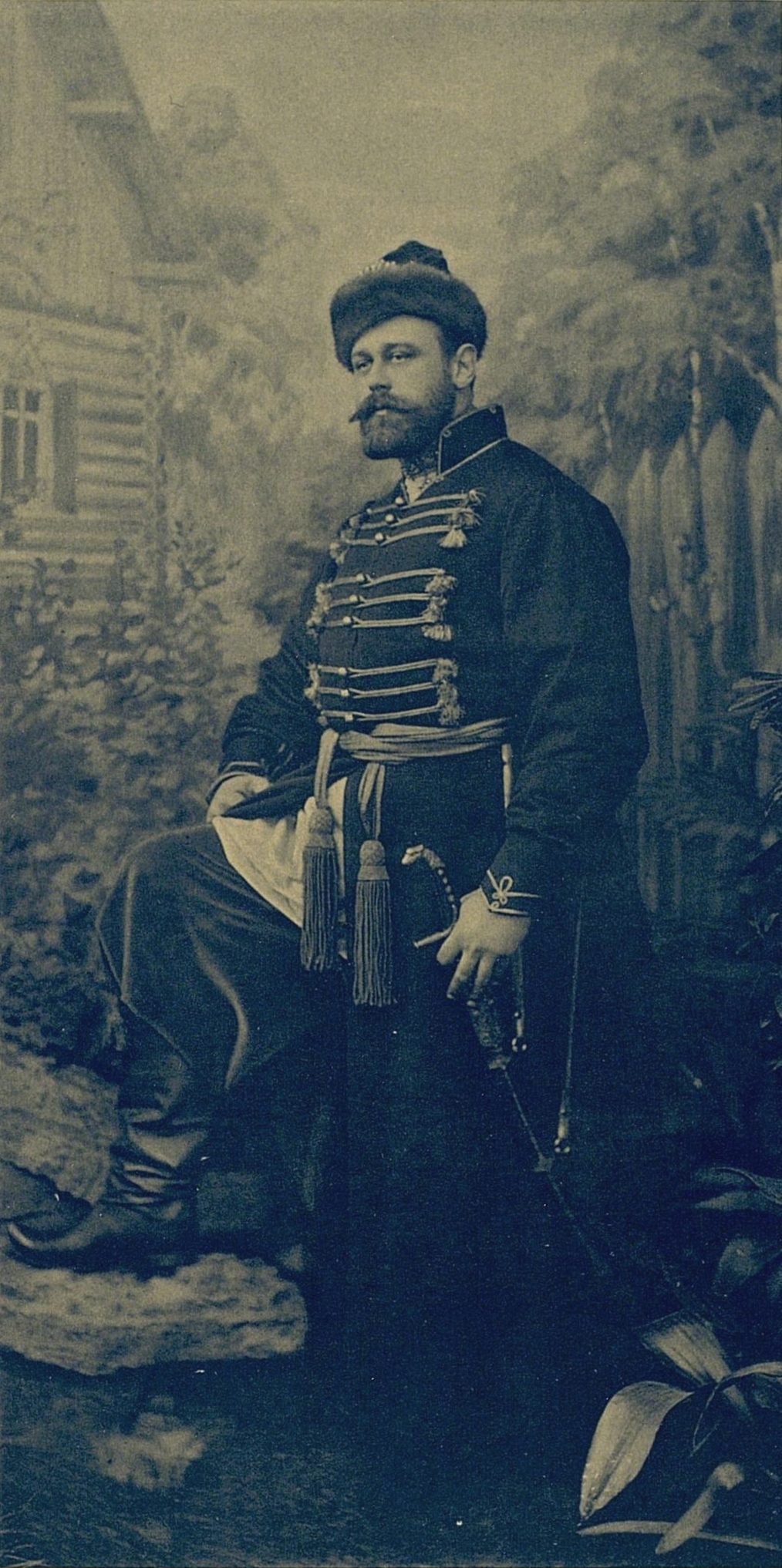
На костюмированном балу 1903 года
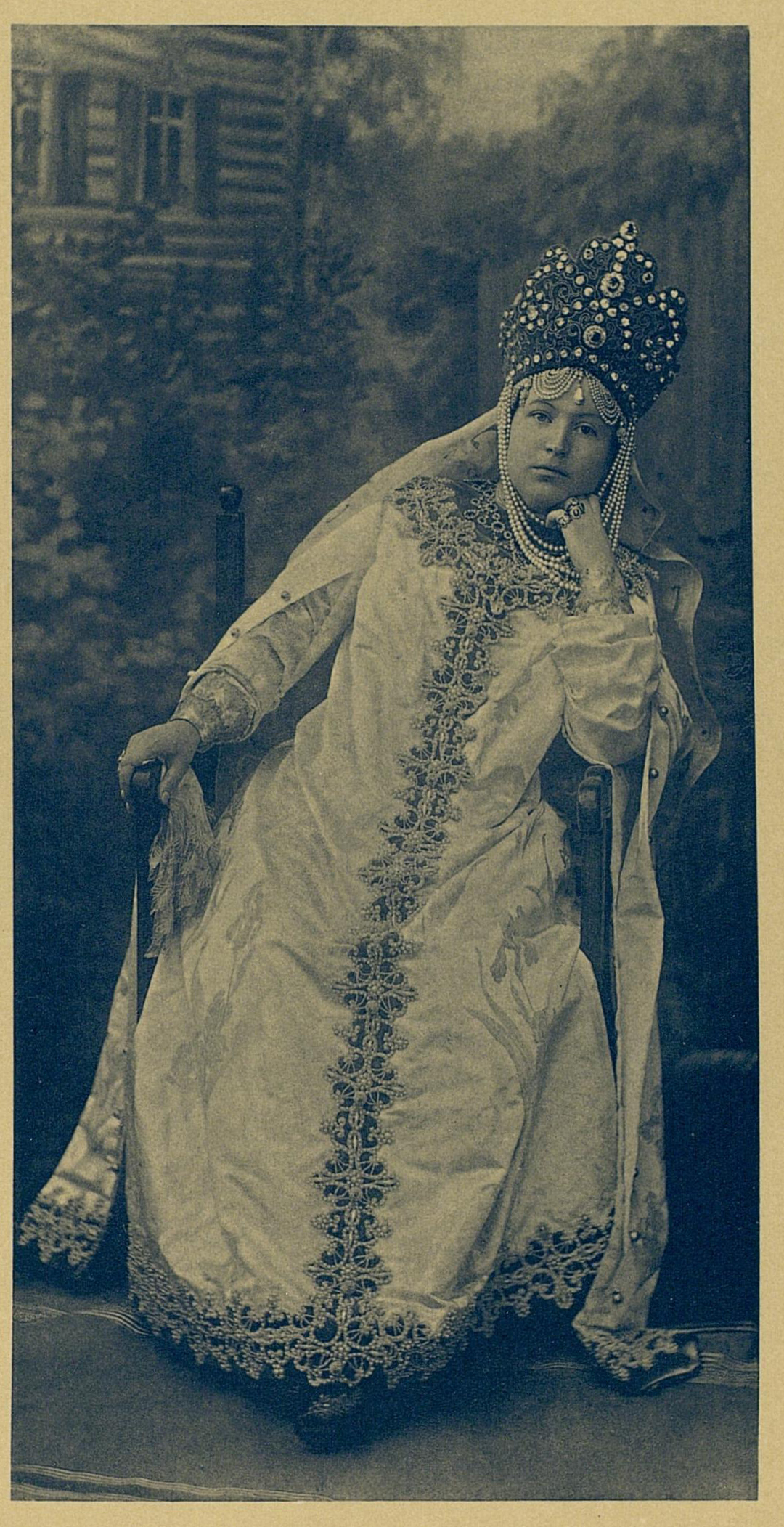
Жена на том же балу

## Награды
- Орден Святого Станислава 3-й ст. (1905)
- Орден Святой Анны 3-й ст. (1906)
- Орден Святого Станислава 2-й ст. (1909)
- Орден Святой Анны 2-й ст. с мечами (ВП 28.10.1914)
- Орден Святого Владимира 4-й ст. с мечами бантом (ВП 27.03.1915)
- Орден Святого Георгия 4-й ст. (ВП 20.08.1916)
- Георгиевское оружие (ВП 24.12.1916)

Иностранные:
- черногорский орден Князя Даниила I 4-й ст. (1908);
- черногорский орден Князя Даниила I 2-й ст. (1912).